# Belaja Berëzka
Belaja Berëzka è una cittadina della Russia europea occidentale, situata nella oblast' di Brjansk. È dipendente amministrativamente dal rajon Trubčevskij.
Sorge nella parte meridionale della oblast', sul fiume Desna, presso il confine con l'Ucraina.